# José Rodríguez (ur. 1994)
José Rodríguez Martínez (ur. 16 grudnia 1994 w Villajoyosa) – hiszpański piłkarz występujący na pozycji pomocnika w izraelskim zespole Hapoel Tel Awiw, reprezentant Hiszpanii do lat 21. Wychowanek Realu Madryt, w swojej karierze grał także w takich zespołach jak Deportivo La Coruña oraz Galatasaray SK.